# ساكاموتو ريوما
ساكاموتو ريوما (باليابانية: 坂本 龍馬) (ساكاموتو هو اسم العائلة) (3 يناير، 1836 - 10 ديسمبر، 1867) كان قائد سياسي لحركة لإنهاء حكومة توكوغاوا أثناء فترة إيدو في اليابان. اسم ريوما اسم آخر هو سايتاني أوميتارو (才谷梅太郎) لإخفاء اسمه الحقيقي أثناء عمله الثوري.

## حياته
ولد ريوما في كوتشي، محافظة كوتشي. كانت عائلته في الأجيال السابقة عائلة ثرية من أعمال بيع الساكه، مما أهلهم للحصول على مرتبة الساموراي التاجر والتي تعتبر أدنى مرتبة في ترتيب مجتمع الساموراي. كان يستهزأ من ريوما في المدرسة مما دفع بأخته الكبرى لنقله إلى مدرسة للمبارزة، وأصبح مبارز مميز بالسيف مع وصوله سن البلوغ. كان ريوما في إيدو يتعلم طريقة هوكوشين إيتو-ريو في المبارزة عندما وصلت بعثة بيري البحرية من الولايات المتحدة لإخراج اليابان من قرون العزلة.

## حكومة توكوغاوا
عندما كان ريوما رونين قرر اغتيال كاتسو كايشو، أحد وجهاء حكومة توكوغاوا وداعم للتحديث والتحول نحو الغرب. إلا أن كاتسو أقنع ريوما بضرورة التحول نحو الغرب وتطوير القوة العسكرية اليابانية، وبالتالي تحول ريوما إلى أحد مساعدي كاتسو كايشو.
في عام 1864 مع بداية قسوة حكومة توكوغاوا هرب ريوما إلى كاغوشيما التي كانت أحد أهم المعاقل ضد حكومة توكوغاوا، وعمل على إيجاد تفاهم مشترك بين مقاطعتي ساتسوما وتشوشو اللتان كانتا على صراع تاريخي. ومع فوز تشوشو على جيش توكوغاوا عام 1866 وكان لزوال حكومة توكوغاوا أثر كبير على شهرة ريوما، حيث دعاه مدربوه في توسا (كوتشي) للقيام بمفاوضات بين الشوغون والإمبراطور. كان لريوما دور هام في تلك المفاوضات والتي أدت إلى استقالة الشوغون توكوغاوا يوشينوبو في عام 1867 وبالتالي حلول إصلاح ميجي.

## وفاته
اغتيل ريوما في عمر 33 في حانة أوميا في كيوتو بعد فترة قصيرة من إصلاح ميجي. تدين بعض التقارير مجموعة شينسينغومي بمقتل ريوما.

## تكريم
في 15 نوفمبر 2003 أعيد تسمية مطار كوتشي إلى مطار كوتشي ريوما تخليدا لذكرى ريوما. كما أنه يوجد متحف لساكاموتو ريوما في كوتشي (坂本龍馬記念館).

## في الإعلام العام
في 2010، أنتجت هيئة الإذاعة اليابانية مسلسلا دراميا يصور حياة ريوما، أخذ دور البطولة فيه ماساهارو فوكوياما.

## وصلات خارجية
- ساكاموتو ريوما على موقع الموسوعة البريطانية (الإنجليزية)

- صفحة ساكاموتو ريوما في موقع مكتبة البرلمان الياباني الوطنية